# 欧洲联盟成员国
欧洲联盟成员国是根据《欧洲联盟条约》，自愿加入欧洲联盟的国家。和一般的国际组织不同，作为欧盟的成员国，要遵守共同制定的统一法律；但和联邦制的国家（如美国）不同，每个成员国有相对的独立性，如自行决定外交政策、並擁有自己的军队等。
2020年2月1日，因應英國脫歐，欧盟成員國由28個減至27個。1957年创立欧盟的核心成员有6个国家，其他国家是後期加入的。要加入欧盟，必须达到哥本哈根标准所要求的政治和经济条件，亦即需要有一个民主、自由市场的政府，有相应的自由制度、成文的法律；申请国还须承认欧盟現存法律，并得到其他成员国同意。成员国的大小、富裕程度、政治体系不尽相同，但都享有同等的权利；但於投票过程，人口較多國家可能享有较大的投票权。

## 成员国
- 现今成员国（共27个）

- 已退出的成员国（共1个）

| 国家 | 全称                       | 起止时间                   | 人口       | 面积 （km²） | GDP （PPP$） | 基尼系数 | 人类发展指数 | 首都 | 官方语言 |
| ---- | -------------------------- | -------------------------- | ---------- | ------------ | ------------ | -------- | ------------ | ---- | -------- |
| 英国 | 大不列颠及北爱尔兰联合王国 | 1973年1月1日 2020年1月31日 | 62,041,708 | 244,820      | 34,618       | 36.0     | 0.947        | 伦敦 | 英语     |

## 扩张

欧盟成员国领土的扩张动画

欧盟最早由6个核心国家组建。法国总统夏尔·戴高乐在任时怀疑英国申请加入欧盟的真实目的在于作为替美国潜伏于欧盟的特洛伊木马，所以对英国加入欧盟一直保持反对态度。直到夏尔·戴高乐卸任法国总统后，法国总统乔治·蓬皮杜在和英国首相爱德华·希思经过长达12小时的谈判后，才同意英国于1973年加入欧盟。
1969年有四个国家申请加入：英国、爱尔兰、丹麦和挪威，但挪威其後於1972年公投否决入欧，因此1973年英国、爱尔兰和丹麦成功加入欧盟。地处北美洲的自治领地格陵兰在1985年不顾宗主国丹麦而单独退出欧洲共同体管辖。1980年代仍然有3个南欧国家成功加入欧盟，包括結束軍政府獨裁統治恢復民主的希腊（1981年加入欧盟）、葡萄牙和西班牙（1986年加入欧盟）。1987年，摩洛哥申请入欧，但由于不是欧洲国家而没有被批准。
1990年兩德統一，统一后的德国仍是欧盟成员国。1995年奥地利、芬兰和瑞典成功加入欧盟，1992年，瑞士申请但被否决。1994年挪威再一次申请入欧，再被公投否决。2004年，中欧和东欧10国成功加入欧盟。
2007年东欧国家保加利亚和罗马尼亚加入欧盟。2013年克罗地亚加入欧盟。2014年歐盟正式接納阿爾巴尼亞成為歐盟候選國，而北馬其頓和土耳其仍在申请中。雖然土耳其从1980年代就开始申请，但一直因亞美尼亞大屠殺和庫爾德人等人权問題引起争议，到2004年才开始谈判，到了2016年土耳其政变后，因渐趨專制，與俄羅斯重新建立外交關係，至此已減少申請入歐的意欲。2020年1月31日英国正式退出欧盟。
欧盟到现在没有停止扩大的计划，凡是欧洲国家，根据哥本哈根标准，政局稳定、具有自由市场、民主、尊重法律、人权，并且同意遵守欧盟170,000页的公共法，都可以申请加入欧盟，并进入欧元区。

## 代表
每个成员国在欧盟的各个机构都有代表，在欧盟理事会和欧洲议会中都有席位，但投票权并不平等，人口多的大国享有较多的投票权，但小国也具有相比他的人口更多的投票权，欧盟理事会主席由各成员国轮流担任，任期为6个月，主要任务是负责日常事务。
每个成员国在欧洲议会中根据自己的人口占有一定的席位，小国按人口比例的议员数目要比大国多，虽然绝对数少，议员以前是由各国议会推荐，但自1979年后，则由普选选出。 
各成员国政府指定一名欧盟委员会委员，一名欧洲法院法官，一名欧洲审计院委员，以前大国可以多派委员，但后来随着成员国增加，目前各国同等只能委派一名，但在欧洲法院中最大的国家可以委任一名总法务官。欧洲中央银行是由各国中央银行行长组成，不由各国政府决定。 
大国通常在谈判中具有更多的发言权，小国在大国之间发生争持时，起到关键的调节人作用，他们的投票也能举足轻重，但一般情况下还是大国在发挥决定性作用，尤其是当法国和德国意见一致时。

## 主权
- 1. 根据欧盟条约第五条，欧盟对成员国没有管辖权。
- 2. 欧盟要尊重成员国的平等权利、保持自己国民特性、政治和宪法的基本结构、包括区域和地方的自治权利。要尊重他们基本的国家功能，包括保证领土完整、法律和法规不变、保障国民安全，尤其国民安全是成员国自己的内部事务。
- 3. 依据真诚合作的原则，欧盟和成员国要互相尊重，互相帮助完成条约规定的任务。成员国要采取适当的方式，通用的或特殊的，保证履行条约规定的义务或欧盟共同商定的行动。成员国要帮助促进欧盟事业的进展，并防止采取任何对欧盟事业有害的措施。

基本条约规定所有成员国都具有相等的、不可分割的主权，但实际欧盟几乎在所有方面都像一个“超级联邦”。由每个成员的代表组成的机构形成一个联合主权，所以经常被成为“联营主权”。这些机构具有制定共同法和在欧盟内执行法律的权力。如果一个成员国违反了欧盟法，会面临被罚款或撤消基金的处罚，更严重的可能会被暂停投票资格。
和其他国际组织不同，欧盟系统已经“变成一个正在互相干涉其他国家内部事务的系统”。不过在军事和外交政策方面，主权被干涉的还不多，都是互相合作和经过一致同意的。
由于各国还具有主权，假如某个成员国对某项一直同意的法律不满，他可以选择退出欧盟以避开这个法律，因此大家都避免制定可能有危害的法律，所以目前这种情况还从没有发生过。不过，现实政治、政治妥协和政治压力会导致一个国家可能会同意接受对自己并没有利益的措施，以便改善关系，导致将来通过对自己有利益的措施时会更容易些。
对于欧盟法是否应该凌驾于本国法律之上，一直有争议，条约并没有规定，可是法院在具体执行时是以欧盟法为主，而且里斯本条约也是这样规定的，有的国家的法律系统，例如法国和意大利，也是照此办理，但另外一些国家，如波兰、德国就认为本国的宪法是最权威的。

## 政治体制
欧盟的加入条件只要求成员国的政治体制是自由民主的，对每个国家的具体体制没有约束，可以维持自己的传统。其中有7个国家是君主立宪制，塞浦路斯是总统制；有3个国家为半总统制，即总统和总理分享行政权；其他成员国都是议会制，总统或君主都只是虛位元首，由议会选举的总理掌握行政权。
地方政府的形式也不相同。德国和比利时是联邦制，波兰和马耳他是中央集权，西班牙是地方自治，法国则有海外领地。有的海外领地在欧盟範圍內，如奧蘭（芬）、瓜德羅普、馬提尼克、馬約特、法属圭亚那、留尼旺（法）、加那利群島、休達與梅利利亞（西）、亞速群島與馬德拉（葡）；但有的则在欧盟範圍外，如法羅群島（丹）。

## 退出和暂停成员资格
欧盟条约第7条提出暂停成员资格的规定，如果某个成员经常违反欧盟在欧盟条约第2条规定的基本原则如自由、民主、人权等，经过除当事国以外的简单多数投票通过，即可暂停其成员资格；但决定其是否违反基本原则，则需全体一致投票通过。但是相關條約中並未有直接將成員國逐出歐盟的機制存在。這個想法出現在欧盟宪法和里斯本條約的起草過程中，但沒有列入。里斯本条约首先制定成员可以通过谈判程序自行退出欧盟的条款，退出程序载于欧盟条约第50条中“任何成员国可以根据自己的要求退出联盟”。
1958年法属阿尔及利亚作为法国殖民地，随法国一同加入欧洲共同体。1962年阿尔及利亚脱离法国殖民统治独立，自动退出欧洲共同体管辖。1973年格陵兰作为丹麦自治领地，随丹麦一同加入欧洲共同体。1985年格陵兰退出欧洲共同体管辖。然而第一个退出欧洲联盟的成员国却是英国。
2016年英国脱欧公投，英国民众决定退出欧盟。2017年3月29日，英国正式启动脱欧程序。2019年10月17日，英国与欧盟达成最终版本的脱欧协议。2020年1月22日，英国议会完成对脱欧协议的立法程序。2020年1月29日，欧洲议会通过脱欧协议。2020年1月31日英国正式退出欧盟。